# Lena Hades

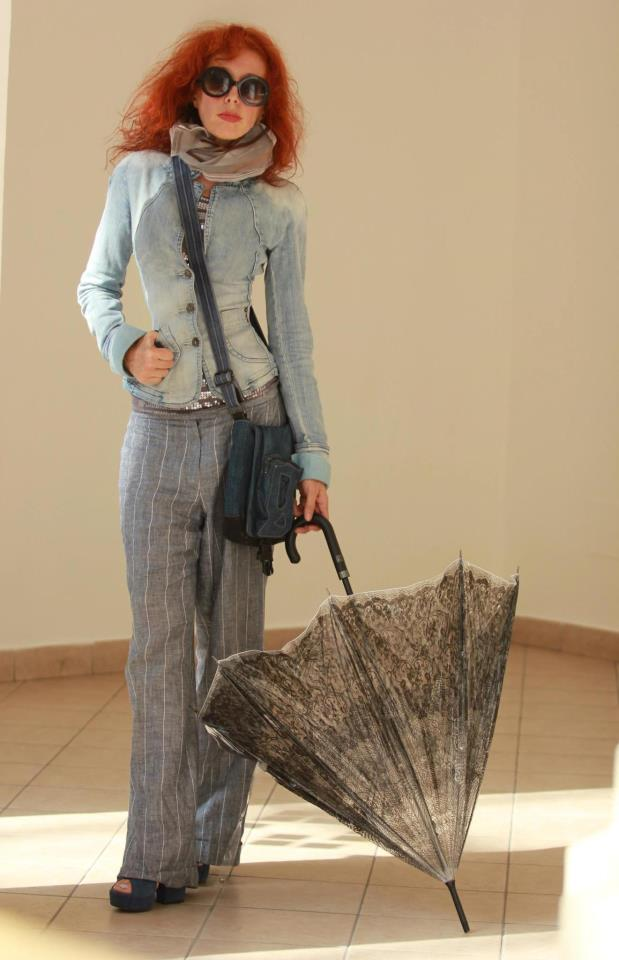
Lena Hades, 2013

Lena Hades (russisch Лена Хейдиз/Lena Cheidis; * 2. Oktober 1959 in Kemerowo, Sibirien) ist eine russische Malerin, Fotografin, Schriftstellerin und Art-Theoretikerin.

## Lebenslauf
Lena Hades wurde in Sibirien während der Dienstreise ihres Vaters geboren, am 2. Oktober 1959, einem Tag mit einer totalen Sonnenfinsternis. Ihr Vater arbeitete als Verbindungssystem-Ingenieur, die Mutter als Ärztin. Im Alter von 35 Jahren ist der Vater der zukünftigen Künstlerin an multipler Sklerose erkrankt, er starb im Alter von 51 Jahren. Seine Tochter, Lena Hades, sorgte für ihn allein bis zum Tag seines Todes am 17. Januar 1985. Die Erinnerungen an ihren Vater und sein tragisches Leben haben auf sie einen tiefen Eindruck gemacht. Die Krankheit des Vaters weckte ihr Interesse am Thema Todes und den philosophischen Problemen des Daseins. Das sind die Grundthemen ihrer Kunstwerke. Lena Hades hat im Jahr 1982 ihr Studium an der Moskauer Staatlichen Pädagogischen Universität abgeschlossen (Fakultät für Mathematik und Physik), sie hat auch Fremdsprachenkurse abgeschlossen (Spanisch, Italienisch, Polnisch, Französisch, Deutsch, Englisch) und hat viele Jahre als Dolmetscherin gearbeitet. Im Alter von 35 Jahren hat sie beschlossen, Künstlerin zu werden, 1995 ist sie nach Deutschland als Künstlerin gefahren. In Köln hat sie ihre ersten Werke geschaffen, ihr erstes Gemälde verkauft und ihr erstes Honorar bekommen.

## Werk
Wichtigstes Werk von Hades ist der Gemäldezyklus Also sprach Zarathustra, gewidmet dem dichterisch-philosophischen Hauptwerk des deutschen Philosophen Friedrich Nietzsche: Also sprach Zarathustra. Der Zyklus besteht aus 40 Ölgemälden und Aquarellen, die über verschiedene Museen verteilt sind, darunter die Tretjakow-Galerie Moskau, das Puschkin-Museum Moskau und das Moskauer Museum für Moderne Kunst. Der Zyklus wurde auch auf der ersten Biennale von Moskau gezeigt. Lena Hades hat in mehr als 60 Gruppen- und Einzelausstellungen im Russland und Ausland ausgestellt und an wichtigen internationalen Ausstellungen teilgenommen, zum Beispiel an der Triennale der Graphik 2003 in Krakau und am sechsten internationalen Monat der Fotografie in Moskau Photobiennale 2006.

## Werke
Das Gemälde Willkommen nach Russland (1999), wurde vom Moskauer Museum der aktuellen Kunst angeschafft, die Benennung des zweiten Gemäldes – Chimäre der geheimnisvollen russischen Seele (1996), es wurde nur einmal ausgestellt, während der 2. Moskauer Biennale der modernen Kunst im Jahr 2005.

## Gesellschaftliche Tätigkeit
Im Juni 2010 wurde Lena Hades zur Angabe von Aussagen in Bezug auf diese zwei Gemälde in die Basmannaja-Prokuratur der Stadt Moskau gerufen, ihr drohten gerichtliche Untersuchungen und hohe Strafen, weil man sie wegen Hass- und Feindschaftspropaganda anklagen könnte. Am 6. Juli 2012 ist sie in den Hungerstreik getreten, um die Gruppe Pussy Riot zu unterstützen. Sie forderte eine Freilassung der gefangenen Teilnehmerinnen der Punk-Gruppe. Der Hungerstreik dauerte 25 Tage und führte zu schweren gesundheitlichen Problemen. Während des Streiks und vor dem Streik hat die Künstlerin eine Reihe von Pussy-Riot-Porträts gemalt. Im März 2015 hat Lena Hades ein Kunstmarathon in Erinnerung an Boris Nemzow angekündigt. Innerhalb einer Woche hat sie mehr als 30 Nemzow-Porträts gezeichnet.

## Autobiographische Reihe
Voller Kontrast zu obengenannten Werken ist die autobiographische Reihe von Gemälden Mädchen mit Bandschleifen. Das Gemälde Mädchen mit Zöpfen, Frau mit Sense. Tanz ist eine persönliche Offenbarung der Künstlerin. Gerade auf diesem Gemälde stellt die Künstlerin mutig und furchtlos mehrdeutige Welt des Todesreiches. Hades – das ist Gott der Toten. Solche Darstellung des Todesreiches ist mit der christlichen Welt nicht verbunden, sie ist Nietzsches Vorstellung über Hölle näher „sogar der Gott hat seine Hölle – seine Liebe zu Menschen“. Das Gemälde Mädchen mit Zöpfen, Frau mit Sense. Tanz wird zur Kulmination der ganzen Gemäldereihe. Dieser dargestellte Tanz um heidnische Feuer gibt der Künstlerin die Möglichkeit, gleichberechtigt mit Jenseits zu sprechen, Feuerinitiation zu machen. Genau das Feuer des Todes hat geholfen, ihren Geist umzubauen und zu härten. Es gibt keine Angst mehr, sie hat Todesfurcht überwunden, das gibt Möglichkeit und Kräfte, das heilige Thema des Todes zu beherrschen. Der graphische Zyklus von Schädelwerken ist ein Beweis dafür, dass Lena Hades eine Künstlerin und ein Mensch ist, der an der Grenze zwischen Leben und Tod leben kann und dieses Wissen den Menschen durch ihre Kunst trägt.

## Buchillustrationen
- Friedrich Nietzsche: Also sprach Zarathustra. Institut der Philosophie der Russischen Akademie der Wissenschaften, Moskau 2004, ISBN 5-9540-0019-0.
- Giametta Sossio: Commento allo Zarathustra. Bruno Mondadori, Mailand 2006, ISBN 88-424-9804-1.
- Friedrich Nietzsche: Morgenröthe. Akademische Project Verlag, Moskau 2007, ISBN 978-5-8291-0942-4.